# James Eastland
James Oliver Eastland (ur. 28 listopada 1904, zm. 19 lutego 1986) – amerykański polityk, działacz Partii Demokratycznej, który w latach 1941 oraz 1943–1978 reprezentował rodzinny stan Missisipi w Senacie Stanów Zjednoczonych. W latach 1972–1978 pełnił też, jako najstarszy stażem demokrata w izbie wyższej Kongresu, funkcję przewodniczącego pro tempore Senatu, czyli zgodnie z linią sukcesji czwartej osoby w państwie.
W ciągu całej swej kariery Eastland, znany z nieskrywanych poglądów rasistowskich, był jednym z najbardziej nieprzejednanych przeciwników zniesienia segregacji rasowej na południu kraju oraz rozszerzeniu praw obywatelskich ludności kolorowej. Często popadał z tego powodu w konflikt z władzami swej, w większości zdominowanej przez liberałów, partii (popierając m.in. kandydaturę republikanina Barry’ego Goldwatera na prezydenta podczas wyborów prezydenckich w 1964). Pozostał jednak, w przeciwieństwie np. do Stroma Thurmonda, który zmienił przynależność partyjną, demokratą do końca życia.

## Życiorys
Urodził się 28 listopada 1904 w Doddsville (hrabstwo Sunflower, stan Missisipi). Jednakże już w roku 1905 przeprowadził się wraz z rodzicami do Forest (hrabstwo Scott), także w Missisipi.
Studiował prawo na szeregu południowych uczelni (University of Mississippi w Oxford, Vanderbilt University w Nashville, stan Tennessee, oraz University of Alabama w Tuscaloosa). Ostatecznie do palestry przyjęto go w 1927, dzięki czemu mógł rozpocząć własną praktykę adwokacką w Foster. Po pewnym czasie przeprowadził się do Ruleville, Missisipi.
W latach 30. przejął nadzór nad dużą rodzinną plantacją bawełny w Sunflower County. Do końca życia, nawet po dojściu do wysokich godności, uważał się przede wszystkim za plantatora.
W latach 1928–1932 zasiadał w stanowej Izbie Reprezentantów.

### Senator po raz pierwszy (1941)
Po śmierci Pata Harrisona, demokraty, który przez szereg lat (1919–1941) reprezentował Missisipi w Senacie Stanów Zjednoczonych, na jego miejsce, celem zapełnienia wakatu do czasu wyboru następcy w przedterminowych wyborach, mianowany został Eastland, który zasiadał tam od 30 czerwca (Harrison zmarł 20 czerwca) do 28 września 1941 roku.
Nie ubiegał się wówczas o wybór na pozostałe dwa lata do wygaśnięcia mandatu Harrisona. Jego następcą został zwycięzca wyborów, kongresmen Wall Doxey.

### Senator po raz drugi (1943–1978)
Kiedy upłynęła kadencja Doxey starał się o nominację (wówczas, wobec głębokiej dominacji demokratów na południu, właściwymi wyborami były prawybory, gdyż od czasów rekonstrukcji, aż do późnych lat 60. czy 70. żaden republikanin nie został wybrany gubernatorem ani senatorem w regionie) na własną, sześcioletnią kadencję. Popierał go osobiście prezydent Franklin Delano Roosevelt.
Jednakże, po trudnej walce, to Eastland zdobył nominację. Wybierano go ponownie pięć razy, zawsze znaczną większością głosów. W 1966 jego konkurentem (dotychczas na prawyborach właściwie się sprawa kończyła) był republikanin Prentiss Walker, który został wysoko pokonany przez urzędującego senatora. Drugim taki przypadek miał miejsce w 1972, kiedy to Eastland został wybrany ponownie większością zaledwie 58% (czyli najmniejszą ze wszystkich swoich kampanii o fotel senacki). Był to rok, w którym Richard Nixon wygrał wybory z Missisipi. Sam Nixon nie popierał kandydata republikanów, Gila Carmichaela, nie chcąc antagonizować sobie konserwatywnych demokratów, którzy wtedy mocno go popierali.
Przez zdecydowaną większość swej kadencji, tj. od 1947 Eastland reprezentował Missisipi równocześnie z Johnem C. Stennisem, co było drugim najdłużej zasiadającym razem senackim duetem z jednego stanu w historii (zaraz po Stromie Thurmondzie i Fritzu Hollingsie z Karoliny Południowej).

#### Stanowisko w sprawie praw obywatelskich i zarzuty o rasizm

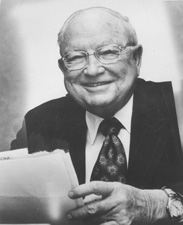

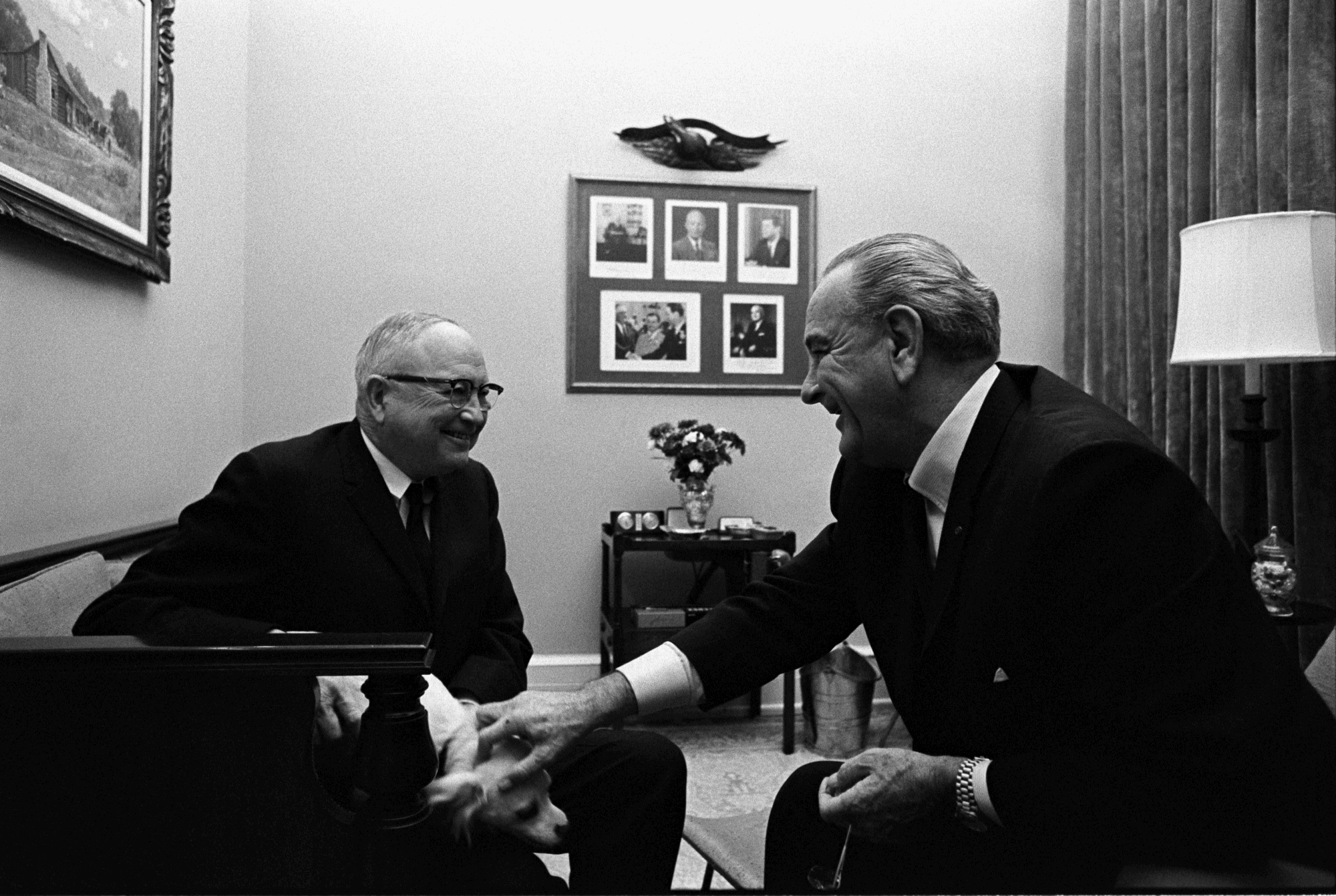
Z prezydentem Johnsonem

Aczkolwiek w owym czasie większość senatorów z południa uchodziła za przeciwników rozszerzenia praw obywatelskich dla ludności murzyńskiej (przy czym wielu z nich czyniło to z oportunizmu, poczucia zobligowania wobec swych białych wyborów, a potem zmienili stanowisko), Eastland uchodził jednoznacznie, co potwierdzały jego liczne publiczne wypowiedzi, jak i komentarze wtajemniczonych, przekonanym rasistą. Zarzucano mu też poglądy antysemickie (powiedział kiedyś do senatora Jacoba K. Javitsa, liberalnego republikanina z Nowego Jorku i podówczas jedynego senatora żydowskiego pochodzenia: nie lubię cię – ani twojej rasy).
Po ogłoszeniu decyzji Sądu Najwyższego w sprawie Brown v. Board of Education, która zakazała w 1954 uprawiania segregacji rasowej w publicznych placówkach oświatowych, oświadczył, iż Sąd Najwyższy zniszczył konstytucję.
Innymi pamiętnymi przykładami jego postawy w tych sprawach, była m.in. jego postawa w trakcie debaty nad mianowaniem afroamerykańskiego prawnika, przyszłego sędziego Sądu Najwyższego Thurgooda Marshalla do jednego z sądów federalnych. Eastland nawoływał do mianowania na to stanowisko Harolda Coksa i powiedział prokuratorowi generalnemu Robertowi Kennedy’emu: powiedz swemu bratu (tj. prezydentowi Johnowi F. Kennedy’emu), że jeżeli dacie mi Coksa, ja dam wam tego murzyna.
Kiedy trzej inspektorzy ds. przestrzegania postanowień ustaw o prawach obywatelskich, Mickey Schwerner, James Chaney oraz Andrew Goodman, zaginęli podczas swej wizyty w Missisipi (zamordował ich Ku Klux Klan), Eastland przekonywał prezydenta Lyndona B. Johnsona, że KKK „nie istnieje w jego stanie” i że „to była wina tych murzynów. Pomagali komunistom”.
Postać Eastlanda występowała w filmowej wersji tej sprawy, Missisipi w ogniu.
W latach 1956–1978 był przewodniczącym komitetu prawnego Senatu. Jego poprzednikiem na tym stanowisku był Harley M. Kilgore, demokrata z Wirginii Zachodniej, następcą zaś Ted Kennedy.

#### Przewodniczącypro tempore
Po śmierci senatora Allena J. Ellendera z Luizjany, Eastland został najdłużej piastującym mandat senatorem demokratycznym i automatycznie przewodniczącym pro tempore Senatu (najstarszy stażem senator w ogóle w tym czasie, George Aiken z Vermont, był republikaninem). Funkcję tę pełnił do samego odejścia z Senatu.
Od 3 stycznia 1975, po odejściu Aikena, był najstarszym stażem senatorem (do roku 1977 dzielił ten tytuł z Johnem Little’em McClellanem z Arkansas).
Nie ubiegał się o reelekcję w 1978. Wybory wygrał zasiadający do dziś republikanin Thad Corchan, pierwszy reprezentant tej partii na fotelu senackim z Missisipi od ponad stu lat. Jako że Eastland ustąpił z urzędu przed końcem kadencji (w grudniu, przed ustawowym 3 stycznia 1979), Corchan objął swój mandat wcześniej.
Zmarł w Doddsville. Pochowano go na cmentarzu w Foster.